# Twiningia solitaria
Twiningia solitaria är en insektsart som beskrevs av Ball 1936. Twiningia solitaria ingår i släktet Twiningia och familjen dvärgstritar. Inga underarter finns listade i Catalogue of Life.